# 安娜·科瓦連科
安娜·米科拉伊芙娜·科瓦連科（羅馬化：Anna Mykolayivna Kovalenko；1991年5月5日—）是烏克蘭政治人物，曾擔任切爾尼戈夫州州長、烏克蘭人民代表和烏克蘭總統辦公室副主任。